# Theobalds House

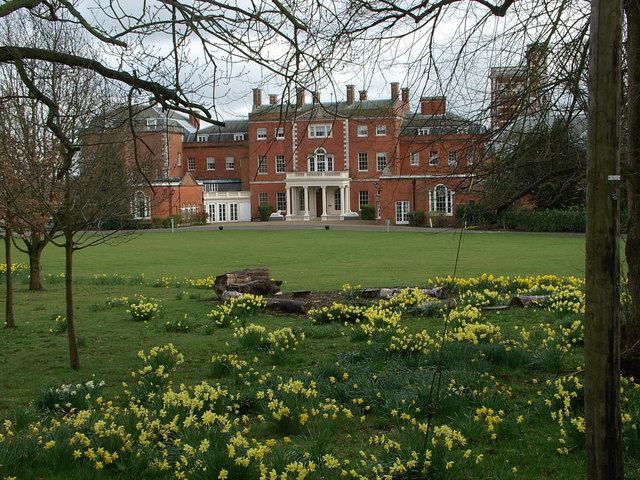
Theobalds Park, construída em 1763.

Theobalds House (também conhecido como Theobalds Palace), é um palácio inglês localizado no Theobalds Park, mesmo à saída de Cheshunt, no Hertfordshire. Foi uma proeminente residência e, mais tarde, palácio Real, dos séculos XVI e XVII.
O palácio foi construído numa antiga propriedade solarenga, entre 1564 e 1585, por ordem de William Cecil, 1º Barão Burghley, localizado numa posição invejável, mesmo ao lado da estrada principal de Londres para Ware. Os jardins formais do palácio foram modelados pelos do Château de Fontainebleau, em França, com o botânico inglês, John Gerard na supervisão.
Em 1607 a posse do palácio passou de Robert Cecil, que o havia herdado do seu pai, para Jaime I, que trocou Theobalds House pelo vizinho Hatfield Palace, o qual Cecil prontamente demoliu para dar lugar a um novo projecto desenhado para seduzir o Rei a ficar. Theobalds House tornou-se rapidamente uma residência rural favorita do Rei, que viria a morrer entre as suas paredes em 1625.
Com a execução, em 1649, do filho de Jaime I, Carlos I, Theobalds foi listado, entre outras propriedades Reais, para alienação pela Commonwealth. Foi executada rapidamente e no final de 1650, o edifício foi largamente demolido.
Theobalds House foi substituído no período Georgiano por outra mansão solarenga, conhecida por Theobalds Park, em referência ao parque em que se ergue, a qual ainda sobrevive. Esta foi construído por George Prescott, um mercador e Membro do Parlamento, que havia comprado a propriedade em 1763. Theobalds Park passou da família Prescott para a família Meux cerca de 1820, tendo estes últimos feito alterações e adicionado extensões durante o século XIX. Em 1910 a propriedade foi herdada pelo Almirante O Honorável Sir Hedworth Meux, um membro da aristocrática família Lambton.
Depois da sua morte, o palácio foi um hotel durante alguns anos. Mais tarde foi usado como escola, depois como centro de educação de adultos, e agora é um centro de conferências.